# 吴实 (1913年)
吴实（1913年—1996年），男，湖南平江人，中华人民共和国政治人物，曾任中共贵州省委副书记，贵州省人大常委会主任。